# Cosmeşti (Galaţi)
Cosmeşti é uma comuna romena localizada no distrito de Galaţi, na região de Moldávia. A comuna possui uma área de 48.25 km² e sua população era de 6731 habitantes segundo o censo de 2007.